# Labeo fulakariensis
Labeo fulakariensis is een  straalvinnige vissensoort uit de familie van eigenlijke karpers (Cyprinidae). De wetenschappelijke naam van de soort is voor het eerst geldig gepubliceerd in 2006 door Tshibwabwa, Stiassny & Schelly.
De soort staat op de Rode Lijst van de IUCN als niet bedreigd, beoordelingsjaar 2009.